# Йоханнес Соодла
Йоханнес Соодла (ест. Johannes Soodla, 14 січня 1897, с. Кудіне, волость Паламузе, повіт Йигевамаа, Естонія — 16 травня 1965, м. Гослар, Німеччина) —  офіцер Естонської армії під час війни за незалежність, командир організації Омакайтсе, один із командирів 20-ї гренадерської дивізії СС (1-ша естонська).

## Життєпис
У 1916 році мобілізований в Російську імператорську армію, де пройшов школу прапорщиків у Гатчині та брав участь у боях Першої світової війни. За хоробрість нагороджений орденом Святого Георгія IV ступеня. Потрапив у німецький полон і в 1918 році був звільнений.
З 25 грудня 1918 року брав участь у Визвольній війні Естонії у складі піхотного батальйону Купер'янова, був командиром роти, прийняв командування батальйоном після загибелі командира Юліуса Куперьянова. Наприкінці війни підвищений до лейтенанта (26 лютого 1920 року).
Протягом 1925 — 1927 навчався у вищій військовій школі і служив на керівних посадах в Силах оборони Естонії. З 1934 року був виконувачем обов'язків начальника штабу Тартуського військового округу, з 1 жовтня 1934 року — виконуючим обов'язки начальника 1-го управління штабу військ оборони, з травня 1939 — начальник військового штабу у званні підполковник.
Навчався у вищій військовій школі у Франції, але повернувся до Естонії у вересні 1939 року у зв'язку з початком Другої світової війни і був призначений командиром Естонської вищої військової школи. 
1 січня 1941 року був звільнений радянською владою та виїхав до Німеччини. Повернувся влітку 1941 року разом із німецькими військами. Спочатку він працював директором Залізничного управління, згодом з 22 вересня 1941 року голова естонської місцевої поліції та уряду самооборони Омакайтсе.
Влітку 1943 року отримав звання оберфюрера та посаду генерального інспектора Естонського легіону СС. У 1944 році німецьке командування присвоїло йому звання бригадефюрера (генерал-майора), що зробило його єдиним естонцем, який отримав такий високий ступінь на службі в Німеччині.
Разом з німецькою армією в 1944 році відступив до Німеччини. Після закінчення війни проживав у Італії та США. 
Помер 16 травня 1965 у німецькому  місті Гослар.